# Nagios

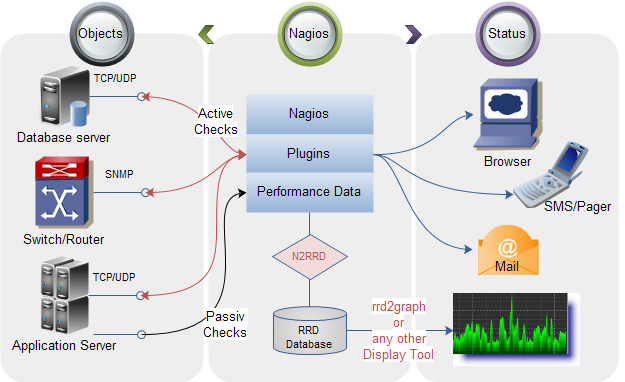
Использование Nagios

Nagios (МФА: nɑˊgɪos) — программа с открытым кодом, предназначенная для мониторинга компьютерных систем и сетей: наблюдения, контроля состояния вычислительных узлов и служб, оповещения администратора в том случае, если какие-то из служб прекращают (или возобновляют) свою работу.
Nagios первоначально была создана под именем Netsaint, разработана Этаном Галстадом (англ. Ethan Galstad). Он же поддерживает и развивает систему сегодня, совместно с командой разработчиков, которые занимаются как официальными, так и неофициальными плагинами.
Первоначально Nagios была разработана для работы под Linux, но она также хорошо работает и под другими ОС, такими как Sun Solaris, FreeBSD, AIX и HP-UX.

## Название
Согласно официальному FAQ Этана Галстада на сайте Nagios, N.A.G.I.O.S. это рекурсивный акроним, расшифровка которого в переводе звучит так: «Nagios не собирается настаивать на святости». Это «камень в огород» программы, послужившей основой для Nagios, Netsaint.

## Обзор возможностей
- Мониторинг сетевых служб (SMTP, POP3, HTTP, NNTP, ICMP, SNMP)
- Мониторинг состояния хостов (загрузка процессора, использование диска, системные логи) в большинстве сетевых операционных систем
- Поддержка удаленного мониторинга через шифрованные туннели SSH или SSL
- Простая архитектура модулей расширений (плагинов) позволяет, используя любой язык программирования по выбору (Shell, C++, Perl, Python, PHP, C# и другие), легко разрабатывать свои собственные способы проверки служб
- Параллельная проверка служб
- Возможность определять иерархии хостов сети с помощью «родительских» хостов, позволяет обнаруживать и различать хосты, которые вышли из строя, и те, которые недоступны
- Отправка оповещений в случае возникновения проблем со службой или хостом (с помощью почты, пейджера, смс, или любым другим способом, определенным пользователем через модуль системы)
- Возможность определять обработчики событий произошедших со службами или хостами для проактивного разрешения проблем
- Автоматическая ротация лог-файлов
- Возможность организации совместной работы нескольких систем мониторинга с целью повышения надёжности и создания распределенной системы мониторинга
- Включает в себя утилиту nagiostats, которая выводит общую сводку по всем хостам, по которым ведется мониторинг.